# Rivière des Anglais
Rivière des Anglais är ett vattendrag i Kanada.   Det ligger i provinsen Québec, i den sydöstra delen av landet, 150 km öster om huvudstaden Ottawa.
Omgivningarna runt Rivière des Anglais är en mosaik av jordbruksmark och naturlig växtlighet. Runt Rivière des Anglais är det glesbefolkat, med 18 invånare per kvadratkilometer.